# زیبانه انگوزی
زیبانه انگوزی (انگلیسی: Zibane Ngozi؛ زادهٔ ۳۱ اکتبر ۱۹۹۲) دونده اهل بوتسوانا است.
وی در مسابقات کشوری و بین‌المللی در مجموع برندهٔ ۱ مدال برنز شده‌است.